# The Wedding Present
The Wedding Present — британская рок-группа, образованная в 1985 году в Лидсе, Йоркшир, Англия, участниками распавшихся незадолго до этого Lost Pandas, и исполнявшая гитарный инди-рок, в котором критики усматривали влияния The Fall, Buzzcocks и Gang of Four. Единственным постоянным участником коллектива в течение многих лет остаётся его основатель Дэвид Гедж. Несмотря на некоммерческий характер творчества группы, 20 её синглов и 10 альбомов входили в UK Top 50. Наивысшие достижения группы в национальных чартах — # 10 (сингл «Come Play With Me», 1992) и #13 (альбом Sea Monsters, 1991). The Wedding Present считаются самой успешной (после The Smiths) британской инди-группой 1980-х годов: два их альбома, George Best (1987) и Tommy (1988), поднимались на вершину UK Indie Charts.

## История группы
История The Wedding Present началась в 1984 году, когда барабанщица Джанет Ригби, подруга вокалиста Дэвида Геджа, покинула последнего ради гитариста Майкла Дуэйна, с которым ушла из группы. Гедж и бас-гитарист Кейт Грегори (англ. Keith Gregory) решили сохранить ансамбль и переименовали его в The Wedding Present.
Гедж и Грегори пригласили к участию школьного друга Джорджа Питера Соловку (англ. Peter Solowka) и, прослушав нескольких барабанщиков, остановили свой выбор на Шоне Чармане (англ. Shaun Charman). В ходе работы над первым синглом «Go Out and Get ’Em, Boy!» Чарман почувствовал себя неуверенно и его временно заменил Джулиан Сова (англ. Julian Sowa) (Чарман однако сыграл свою партию на би-сайде). Сингл вышел на собственном лейбле группы Reception Records и был распространён по каналам Red Rhino Records.

## Список участников
- David Gedge — вокал, гитара (1985-)
- Keith Gregory — бас-гитара (1985—1993)
- Peter Solowka — гитара (1985—1991)
- Shaun Charman — ударные, вокал (1985—1988)
- Simon Smith — ударные (1988—1997)
- Paul Dorrington — гитара (1991—1995)
- Darren Belk — бас-гитара (1993—1995), гитара (1995—1996)
- Jayne Lockey — бас-гитара, вокал (1995—1997)
- Simon Cleave — гитара (1996—2006, 2009-)
- Terry de Castro — бас-гитара, вокал (2004-)
- Kari Paavola — ударные (2004—2005)
- Graeme Ramsay — ударные, гитара (2006-)
- Christopher McConville — гитара (2006—2009)

## Дискография

### Студийные альбомы
| Год  | Заголовок Лейбл              | Чарты UK Albums Chart |
| ---- | ---------------------------- | --------------------- |
| 1987 | George Best - Reception      | 47                    |
| 1989 | Bizarro - RCA                | 22                    |
| 1991 | Seamonsters - RCA            | 13                    |
| 1994 | Watusi - Island              | 47                    |
| 1996 | Mini - Cooking Vinyl Records | 40                    |
| 1996 | Saturnalia - Cooking Vinyl   | 36                    |
| 2005 | Take Fountain - Scopitones   | 68                    |
| 2005 | El Rey - Manifesto Records   | -                     |

### Сборники
| Год  | Название                                                | UK album chart |
| ---- | ------------------------------------------------------- | -------------- |
| 1988 | Tommy (1985-1987) - Label: Reception                    | 42             |
| 1989 | Українські Виступи в Івана Піла - Label: RCA            | 22             |
| 1992 | Hit Parade 1 - Label: RCA                               | 22             |
| 1993 | Hit Parade 2 - Label: RCA                               | 19             |
| 1993 | John Peel Sessions 1987-1990 - Label: Strange Fruit     | —              |
| 1997 | Evening Sessions 1986-1994 - Label: Strange Fruit       | —              |
| 1998 | John Peel Sessions 1992-1995 - Label: Cooking Vinyl     | —              |
| 1999 | Singles 1989-1991 - Label: Manifesto Records            | —              |
| 1999 | Singles 1995-1997 - Label: Cooking Vinyl                | —              |
| 2006 | Search for Paradise: Singles 2004–5 - Label: Scopitones | —              |
| 2007 | The Complete Peel Sessions 1986–2004 - Label: Sanctuary | —              |
| 2007 | Ye Ye (Best Of The RCA Years) - Label: Sony BMG         | —              |
| 2008 | How the West was Won - Label: Vibrant                   | —              |